# Fernando Bonatti
Fernando Bonatti  (Genova, Olasz Királyság, 1894. augusztus 26. – Genova, Olaszország, 1974. október 14.) olimpiai bajnok olasz tornász.
Az első világháború után részt vett az 1920. évi nyári olimpiai játékokon Antwerpenban, mint tornász. Európai rendszerű csapat versenyben aranyérmes lett.
Klubcsapata a Ginnastica Sampierdarenese volt.
Aktív tornászpályafutása után, amelyet 1922-ben befejezte, Bonatti döntőbíróként dolgozott. Szakmáját tekintve sporttanár volt.